# Brahmāstra
Pour plus de détails, voir Fiche technique et Distribution.
Brahmāstra: Part One – Shiva est un film indien écrit et réalisé par Ayan Mukerji (en) et sorti en 2022. Produit par Karan Johar sous la bannière de Fox Star Studios, il met en vedette Amitabh Bachchan, Ranbir Kapoor, Alia Bhatt, Mouni Roy, Dimple Kapadia et Nagarjuna Akkineni (en) dans des rôles centraux. Il s'agit du premier volet d'une trilogie prévue.

## Synopsis
Dans l'Inde antique, un groupe de sages de l'Himalaya entre en collision avec l'énergie « Brahm-shakti », qui produit de nombreuses armes célestes de grande puissance appelées « astras ». La plus puissante d'entre elles, le « Brahmāstra », a la capacité de détruire le monde. Les sages utilisent leurs « astras » respectifs pour apprivoiser l'instable « Brahmāstra » et deviennent le « Brahmansh », une société secrète destinée à protéger le monde des pouvoirs des « astras ».
Dans le Bombay d'aujourd'hui, Shiva, un DJ, tombe amoureux au premier regard d'Isha Chatterjee, une résidente de Londres qui visite l'Inde pour le festival de Durga Puja au pandal de son grand-père. Bientôt, Isha lui rend la pareille et exprime ses sentiments pour Shiva. Shiva lui dit qu'il est un orphelin qui n'a jamais connu son père et que sa mère est morte dans un incendie quand il était bébé. Pendant ce temps, à Delhi, le scientifique et membre du Brahmānsh, Mohan Bhargav, est attaqué par Zor et Raftar pour un morceau de Brahmāstra qu'il protège. Mohan riposte en utilisant le Vānarāstra mais est finalement maîtrisé par Junoon, qui travaille pour le mal mystérieux nommé Dev.  Sous la possession de Junoon, qui utilisait Vash Mukut, Mohan révèle que le deuxième morceau de Brahmāstra est protégé par un artiste et archéologue nommé Anish Shetty à Varanasi. Avant qu'il ne puisse révéler l'emplacement actuel et le guru du Brahmānsh (Ashram), Mohan se jette d'un balcon.
Shiva a une vision de la rencontre de Mohan avec Junoon, car il a un morceau d'Agneyāstra attaché à sa main, et Shiva est en quelque sorte connecté à celui-ci. Lui et Isha se rendent à Varanasi pour avertir Anish mais sont interrompus par Raftar, qui manie désormais le Vānarāstra de Mohan. Anish le bat en utilisant le Nandi Āstra avant de s'échapper avec Shiva et Isha.  En se rendant dans l'Himachal Pradesh, où se trouve Ashram, ils sont poursuivis par Junoon et Zor dans un camion. Anish donne le deuxième morceau du Brahmāstra à Shiva et reste pour combattre Junoon et Zor, pour être tué. Shiva et Isha sont poursuivis par Raftar jusqu'à Ashram où Shiva le tue en utilisant son pouvoir du feu après avoir essayé de tuer Isha. À Ashram, ils apprennent l'existence d'autres astras et Shiva est forcé de rejoindre Brahmansh par le gourou Raghu pour obtenir des informations sur ses parents. Il rencontre d'autres nouvelles recrues Rani, Raveena, Sher et Tenzing, qui sont toutes formées par Raghu sur la façon d'utiliser leurs astras respectifs et Shiva acquiert également le contrôle du feu. Alors que Junoon se rapproche d'eux, Raghu révèle que Shiva est le fils d'anciens membres de Brahmansh, Dev et Amrita.  Dev a en fait réveillé le « Brahmāstra » car il était la seule personne capable de contrôler plusieurs āstras à la fois.
La femme de Dev, Amrita (enceinte de l'enfant de Dev), qui maniait le « Jalāstra », a vaincu Dev dans une bataille sur une île éloignée et tous deux ont apparemment péri dans la bataille. Le bateau d'Amrita a été retrouvé dans les ruines de la bataille, ramené de l'île, avec deux morceaux brisés du « Brahmāstra ». Les morceaux du « Brahmāstra » ont été donnés à Mohan et à Anish. Le troisième morceau était censé avoir disparu, Raghu et Shiva concluant qu'ils avaient tous deux survécu à la bataille. Le troisième morceau du « Brahmāstra » se trouve dans le « Mayāstra » d'Amrita déguisé en coquille de conque, que Raghu libère en laissant tomber le sang de Shiva sur la conque.  Junoon et son armée arrivent à Āshram pour le Brahmāstra et retiennent tout le monde en otage. Shiva bat Junoon tout en tuant Zor, qui a brandi le Nandi Āstra d'Anish et libère tout le monde. Mais Junoon parvient à prendre le troisième morceau d'Isha. Elle semble se sacrifier pour activer le Brahmāstra. La destruction commence et Isha est en danger, mais Shiva prend le contrôle du Brahmāstra avec une force nouvelle issue de sa protection et de son amour pour Isha et la retrouve.
Dans la scène post-crédits, grâce à l'activation du Brahmāstra par Junoon, Dev, qui était emprisonné sous forme de statue sur une île inconnue, est libéré.

## Fiche technique
Sauf indication contraire, les informations mentionnées dans cette section peuvent être confirmées par la base de données cinématographiques IMDb,  présente dans la section « Liens externes ».
- Titre original : Brahmāstra: Part One – Shiva
- Réalisation : Ayan Mukerji (en)
- Scénario : Ayan Mukerji et Hussain Dalal (en)
- Musique : Pritam
- Photographie : Pankaj Kumar
- Montage : A. Sreekar Prasad, Akiv Ali, Manik Dawar
- Production : Hiroo Yash Johar, Karan Johar, Ranbir Kapoor, Ayan Mukerji, Apoorva Mehta, Namit Malhotra, Marijke Desouza
- Sociétés de production : Fox Star Studios, Star Studios, Dharma Productions, Prime Focus
- Distribution : Walt Disney Studios Motion Pictures
- Langue originale : Hindi
- Genre : fantasy, action, aventures, super-héros
- Durée : n/a
- Budget : 3 milliards de roupies[réf. nécessaire]
- Dates de sorties en salles :
  - Inde : 9 septembre 2022
  - États-Unis : 9 septembre 2022

## Distribution
- Amitabh Bachchan : Arvind Chaturvedi
- Alia Bhatt : Isha Sharma
- Ranbir Kapoor : DJ Shiva Oberoi
- Mouni Roy : Damayanti Singhania
- Nagarjuna Akkineni :  Ajay Vashisht
- Saurav Gurjar : Bhavesh Singh
- Dimple Kapadia : Anita Saxena
- Divyendu Sharma : Sajan Kumar
- Dhruv Sehgal : Uday Chaturvedi
- Shah Rukh Khan : Dr Rahul Aggarwal (caméo)

## Sortie
Le film aurait dû sortir en 2019 en Inde mais à cause du tournage et des effets spéciaux à terminer, la sortie du film a été décalée à Noël 2019, puis 2020. Mais à la suite de la crise du Covid-19 en Inde, aucune date de sortie n'a été annoncée[réf. nécessaire].
Finalement, la date du 9 septembre 2022 a été annoncée en Inde. Une distribution aux États-Unis sera faite le même jour par Walt Disney Studios pour une sortie mondiale, qui à ce jour, n'a toujours pas été annoncée.